# Венский хор мальчиков

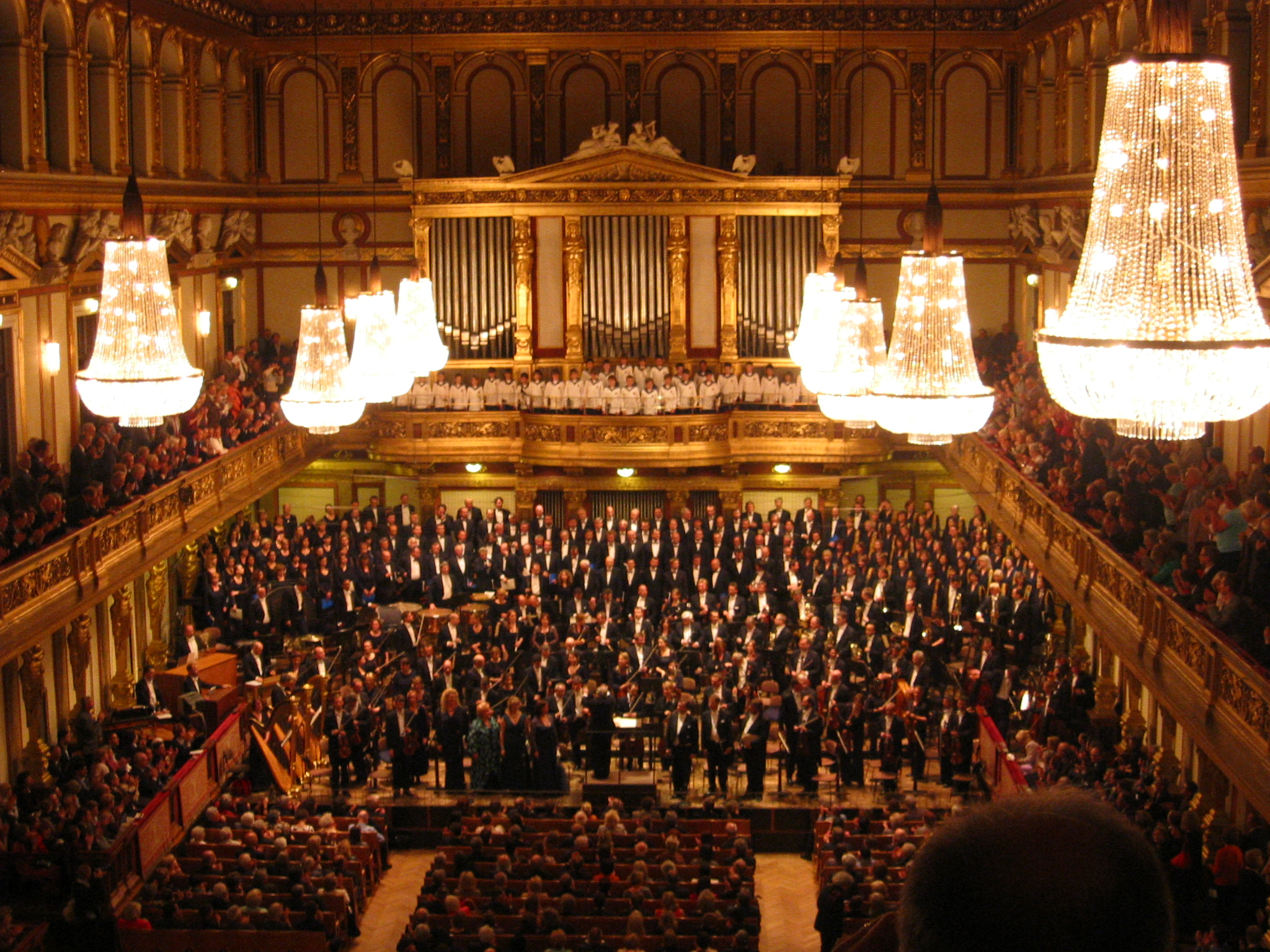
Исполнение Восьмой симфонии Г. Малера под руководством П. Булеза, с участием Венского хора мальчиков (на фото вверху). Вена, зал "Музикферайн", 2009

Венский хор мальчиков (нем. Wiener Sängerknaben) — австрийский хоровой коллектив, базирующийся в Вене.

## Исторический очерк
Хор возводит свою историю к указу императора Священной Римской империи Максимилиана I, который 30 июня 1498 года, в связи с переездом императорского двора из Инсбрука в Вену, распорядился нанять, наряду с другими музыкантами, шестерых юных певчих для придворных богослужений и концертов; первым руководителем придворной капеллы стал священник Георг Златконя. На протяжении более 400 лет небольшой хор мальчиков существовал в составе придворной капеллы; некоторые из певчих стали в дальнейшем заметными музыкантами — прежде всего, композиторы Якобус Галлус, Франц Шуберт и Карл Целлер, дирижёры Ханс Рихтер и Феликс Мотль. В XVIII—XIX вв. численность хористов колебалась по большей части от 14 до 20, они выступали исключительно при императорском дворе.

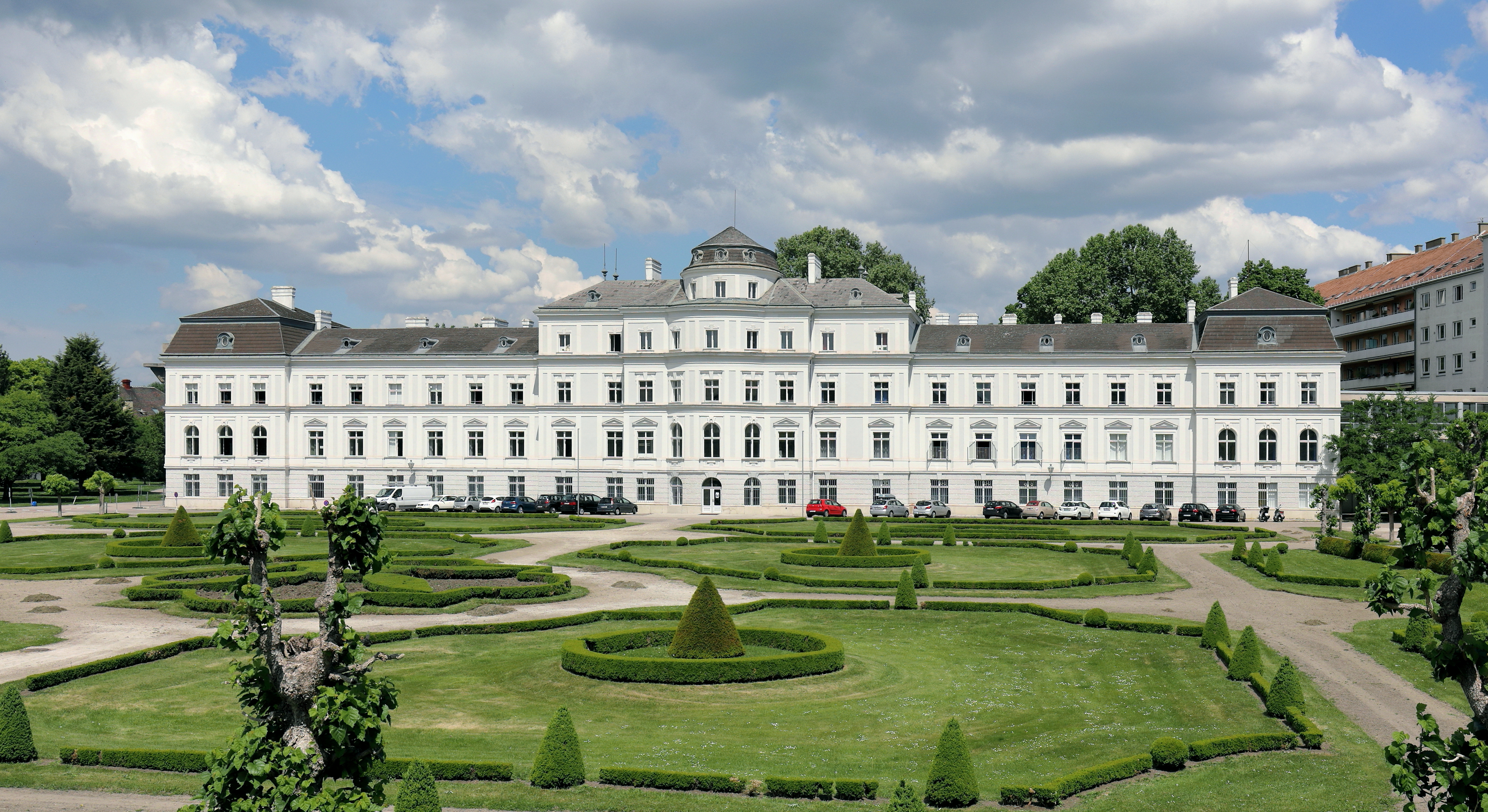
Дворец Аугартен

После распада Австро-Венгрии и провозглашения Австрийской республики новое правительство приняло под государственный патронат Венскую придворную оперу с её взрослым хором и оркестром, но не капеллу мальчиков. Однако руководитель взрослого хора Йозеф Шнитт не смирился с этим и в 1921 году воссоздал хор как отдельное частное заведение. С 1926 года хор начал гастролировать и на протяжении десятилетия объехал весь мир, включая Австралию и Латинскую Америку. Репертуар хора значительно расширился, вплоть до детских опер. После аншлюса в 1939 году Шнитт, не скрывавший своей нелюбви к нацистам, был уволен, его сменил на посту руководителя хора известный хоровой дирижёр Фердинанд Гроссман; в попытках сохранить расположение новой власти хористы выступали со свастикой на униформе. К концу Второй мировой войны хор был распущен и воссоздан после её окончания. 

В 1948 году в распоряжение хора был предоставлен венский дворец Аугартен, где расположились как учебные помещения, так и дортуары. 

В 1952 году по инициативе Шнитта был основан Венский хор, состоящий из взрослых певцов, в прошлом певших в хоре мальчиков, и предназначенный, главным образом, для совместных выступлений.
В настоящее время численность Венского хора мальчиков составляет около 100 человек. Хор разделён на 4 группы, в обычных случаях концертирующие и гастролирующие раздельно и в совокупности дающие около 300 концертов в год.

## Аудиозаписи
Венский хор мальчиков выпускал собственные тематические хоровые программы на LP и CD, а также часто участвовал в записях кантатно-ораториальной музыки под руководством известных музыкантов. Один из крупных проектов с участием хора — запись (1970-75) 31 церковной кантаты И. С. Баха в сборном коллективе под руководством Н. Арнонкура, который также поручил сольные сопрановые партии мальчикам-солистам (при этом до 1975 их имена в аннотациях к дискам не указывались).